# جان لوي اكبا اكبرو
جان لوي اكبا اكبرو (4 يناير 1985 بتولوز في فرنسا - ) (بالفرنسية: Jean-Louis Akpa Akpro)‏ هو لاعب كرة قدم فرنسي في مركز الهجوم . لعب مع شروزبري تاون وغريمسبي تاون ونادي بروكسل ونادي بريست ونادي بوري ونادي ترانمير روفرز لكرة القدم ونادي تولوز ونادي روتشديل.

## وصلات خارجية
- جان لوي اكبا اكبرو على موقع قاعدة بيانات كرة القدم.إي يو (الإنجليزية)
- جان لوي اكبا اكبرو على موقع Soccerbase.com (لاعب) (الإنجليزية)
- جان لوي اكبا اكبرو على موقع Soccerway.com (الإنجليزية)
- جان لوي اكبا اكبرو على موقع عالم كرة القدم.نت (الإنجليزية)